# 되젖힘
되젖힘은 상대의 젖힘에 대응하여 다시 젖히는 것이다.